# Charles James Briggs
Charles James Briggs, född 1865 och död 1941, var en brittisk militär.
Briggs blev officer vid kavalleriet 1886, generalmajor 1915 och generallöjtnant 1916. Briggs deltog med utmärkelse i boerkriget 1899-1902 och var vid första världskrigets utbrott chef för 1:a kavalleribrigaden. I maj 1915 blev han chef för 3:e kavalleridivisionen och i oktober samma år för 28:e divisionen i Frankrike. 1918 förflyttades han som chef för 16:e armékåren till Salonikifronten och var 1919 chef för den brittiska militärmissionen i Sydryssland. 1923 tog Briggs avsked ur aktiv tjänst.